# 한국정보공학
한국정보공학은 IT하드웨어 유통업을 영위하는 코스닥 상장 기업이다. HP,레노버,퓨어스토리지,H3C의 총판으로, 컴퓨터 및 주변기기 등을 유통한다.

## 사업
1990년 소프트웨어 개발업체로 시작하였다. 2005년 한국HP와 국내총판계약을 체결하면서 IT하드웨어 유통 업체로 전환했다. 종속회사인 화이텍기술투자(주)를 통해 투자 부문 사업도 영위하고 있다. 회사 매출은 전액 국내에서 발생한다.
매출구성은 IT 유통 92%, 창업투자 4.5%, 기타 3.5% 가량이다. 사업의 수익성은 크지 않아 연간 수억 규모의 미미한 순이익을 보거나, 수억 규모의 순손실을 보거나 한다.

## 테마
정치테마주(안철수)로 이유 없는 등락을 오가고 있다. 
실제로는 노트북,PC,서버등을 유통하고있으며 HP의 제품판매가 전체 매출의 80%가량을 차지한다.  
참고 문헌
- 와이즈에프엔
- 한국정보공학 홈페이지

## 자회사
- 샵링커지앤씨